# ミサントロプ
ミサントロプ (Misanthrope)は、フランスのメロディックデスメタル、アバンギャルドメタルバンド。フランスのデスメタルバンドの中でも、1980年代後半から活動するベテランで、最古参バンドの一つである。

## 略歴
1988年に、エス・アー・エス・ドゥ・ラルジリエール (Vo、G)を中心に結成。1989年に1stデモ『Inductive Theories』をリリース。この時のメンバーは、ラルジリエールに加えて、フレッド (Lead G)、デッドリー (B)、パペッツ (Ds)。翌1990年に2ndデモ『Crisis of Soul』をリリース。このデモでは、ラルジリエール以外に、フランク・パニー (G)、ダヴィド・バロー (B)、セバスティアン・カステラン (Ds)が参加した。1991年には、チリのデスメタルバンド、TorturerとのスプリットCD『Hater of Mankind / Kingdom of the Dark』をリリース。
1993年に1stアルバム『Variation on Inductive Theories (Architecture Screenplans)』をリリース。このアルバム時点で、ラルジリエール以外のメンバーは総入れ替えとなっており、シャルル＝アンリ・モレアック (G)、ジャン＝ジャック・モレアック (B)、オリヴィエ・ゴベール (Dr)がメンバーとなっている。1994年に2ndアルバム『Miracles: Totem Taboo』をリリース。その後、シャルル＝アンリとオリヴィエの2名が脱退するが、メンバー補充は行われなかった。1995年に3rdアルバム『1666... Théâtre Bizarre』をリリース。ジャン＝バプティスト・ボアテル (G)、セルジオ・グルズ (Key)、ジョハンソン・オッフェンシュトル (Ds)が加入し、1997年に4thアルバム『Visionnaire』をリリース。同アルバムは、邦題『誇大妄想者』として日本でもリリースされた。
セルジオとジョハンソンが脱退し、アレクシ・フェリポ (Ds)が加入。1998年に5thアルバム『Libertine Humiliations』をリリース。この後、ラルジリエールがボーカル専任となり、新たにフランツ＝ザヴィエ・ボシェ (G)が加入。2000年に6thアルバム『Misanthrope Immortel』をリリース。同アルバムはフランス国外では『Immortal Misanthrope』としてリリースされた。リリース後、フランツ＝ザヴィエとアレクシが脱退。ガーエル・フェレット (Dr)が加入。また、ギタリストのジャン＝バプティストがサンプル専任となり、新たにアンソニ・シマーマ (G)が加入。2003年に7thアルバム『Sadistic Sex Daemon』をリリース。2005年にジャン＝バプティストが脱退。同年には8thアルバム『Metal Hurlant』をリリース。2008年に9thアルバム『IrremeDIABLE』をリリース。本アルバムはフランスの詩人・シャルル・ボードレールをテーマとしたコンセプトアルバムであり、アルバムジャケットにはボードレールの写真が使われている。これ以降、活動が停滞するが、2013年に5年ぶりに10thアルバム『Ænigma Mystica』をリリース。

## メンバー

### 現メンバー
- エス・アー・エス・ドゥ・ラルジリエール (S.A.S De L'Argilière)  - ボーカル

5thアルバム『Libertine Humiliations』まではギター兼任。
サイドプロジェクト、Argileでも活動。
ホーリー・レコードの設立者である。
- ジャン＝ジャック・モレアック (Jean-Jacques Moréac) - ベース、キーボード

サイドプロジェクト、ArgileやAyin Alephでも活動。
- アンソニ・シマーマ (Anthony Scemama) - ギター、キーボード

リザンクシア、Ayin Alephでも活動。
- ガーエル・フェレット (Gaël Féret) - ドラムス

サイドプロジェクト、Argileやリザンクシア、Korum、Mortuaryでも活動。

### 旧メンバー
- フレッド (Fred) - リードギター
- フランク・パニー (Frank Paniez) - ギター
- シャルル＝アンリ・モレアック (Charles-Henri Moréac) - ギター
- ジャン＝バプティスト・ボアテル (Jean-Baptiste Boitel) - ギター

7thアルバム『Sadistic Sex Daemon』頃からはサンプルのみを担当するようになった。
- ステファン・クロ (Stéphane Cros) - ギター
- グレゴリー・ランベル (Gregory Lambert) - ギター
- フランツ＝ザヴィエ・ボシェ (Frantz-Xavier Boscher) - ギター

Nebuleyesでも活動。
- デッドリー (Deadly) - ベース
- リオネル・ボロレ (Lionel Bolore) - ベース
- ダヴィド・バロー (David Barrault) - ベース
- セルジオ・グルズ (Sergio Gruz) - キーボード
- ベネディクト・アルシピアード・アルバンハ (Bénédicte Archipiade Albanhac) - キーボード
- パペッツ (Puppets) - ドラムス
- セバスティアン・カステラン (Sebastien Castelain) - ドラムス
- ジョハンソン・オッフェンシュトル (Johansson Offhenstruh) - ドラムス
- オリヴィエ・ゴベール (Olivier Gaubert) - ドラムス
- アレクシ・フェリポ (Alexis Phélipot) - ドラムス

### ゲストメンバー
- アレクサンドル・イスカンデ (Alexandre Iskander) - キーボード

3rdアルバム『1666... Théâtre Bizarre』に参加。

## ディスコグラフィー

### アルバム
- 1993年 Variation on Inductive Theories (Architecture Screenplans)
- 1994年 Miracles: Totem Taboo
- 1995年 1666... Théâtre Bizarre
- 1997年 誇大妄想者 Visionnaire
- 1998年 リバティーン・ヒューミリエーション Libertine Humiliations
- 2000年 インモータル・ミサントロプ Misanthrope Immortel (Immortal Misanthrope)
- 2003年 サディスティック・セックス・ダイモン Sadistic Sex Daemon
- 2005年 Metal Hurlant
- 2008年 IrremeDIABLE
- 2013年 Ænigma Mystica

### コンピレーション
- 1991年 Hater of Mankind / Kingdom of the Dark (Torturerとのスプリット)
- 2000年 Recueil d'Écueils: Les Épaves... Et Autres Oeuvres Interdites
- 2005年 Misanthro-thérapie: 15 Années d'Analyse

### 映像作品
- 2005年 The Holy Party (ホーリー・レコード所属のバンドのスプリット盤)

### デモ
- 1989年 Inductive Theories
- 1990年 Crisis of Soul